# Teresa Brambilla
Teresa Brambilla (Cassano d'Adda, 23 ottobre 1813 – Milano, 15 luglio 1895) è stata un soprano italiano.
Ricordata principalmente come la prima interprete di Gilda nel Rigoletto, si esibì presso molti teatri in tutta Europa, in particolare a Parigi (al Théâtre des Italiens) e a San Pietroburgo, come soprano di agilità. Della stessa famiglia di cantanti facevano parte anche le sue sorelle Marietta Brambilla e Giuseppina Brambilla, entrambe contralto e sua nipote Teresina Brambilla, soprano.

## Biografia e carriera
Teresa Brambilla era nata a Cassano d'Adda, figlia di Gerolamo e Angela Columbo, ed era la terza di cinque sorelle, tutte cantanti. Marietta (1807-1875) era un contralto specializzata in ruoli in travesti. Giuseppina (1819-1903) cantò sia in ruoli da soprano che da contralto nei principali teatri europei. Annetta (1812-?) e Lauretta (1823-1881), entrambe soprani, ebbero carriere minori, soprattutto nei teatri d'opera italiani provinciali.
Studiò al Conservatorio di Milano, al quale fu ammessa nel 1827 e che frequentò nello stesso periodo di Giuseppina Strepponi, futura moglie di Giuseppe Verdi. Debuttò nel 1833 a Milano al Teatro Carcano dove cantò prima nella Beatrice di Tenda di Vincenzo Bellini e, in autunno nelle Cantatrici villane di Valentino Fioravanti.
Dopo alcune stagioni nei teatri italiani, fu poi al teatro italiano di Barcellona dal 1836 al 1837 come primadonna soprano; in quello stesso anno, tornata in Italia si esibì a Milano al Teatro alla Scala con la sorella Marietta nella cantata In morte di Maria Malibran (di Gaetano Donizetti, Giovanni Pacini, Saverio Mercadante, Nicola Vaccai e Pietro Antonio Coppola) in occasione dell'inaugurazione del busto di Maria Malibran.
A Firenze nella primavera 1840 ottiene un buon successo al Teatro della Pergola nella parte di Alice in Roberto il diavolo di Giacomo Meyerbeer. Cantò anche alcune opere francesi tradotte in lingua italiana, in prima esecuzione, tra cui Les Huguenots di Meyerbeer divenuto in versione italiana Gli Anglicani, nel 1841. Sempre alla Pergola fu interprete protagonista nella prima esecuzione dell'opera di Fulvio Campana Vannina d'Ornano (poi cantata successivamente nel 1843 presso il Real Teatro Rossini di Livorno).
Il successo prosegue a Roma dove nel 1842 viene nominata "socia onoraria esercente per il canto" dell'Accademia di Santa Cecilia; qui si esibì al Teatro Apollo come protagonista nella Virginia di Alessandro Nini, nella Maria de Rudenz di Gaetano Donizetti e in Bonifazio de' Geremei di Giuseppe Poniatowski
Superati alcuni problemi di salute (soffrì di miliara, una forma di tubercolosi) che la tennero lontana dalla scene per qualche tempo, Teresa partì alla volta di Parigi nel 1845 dove ottenne il favore del pubblico e della critica esibendosi al Théâtre Italien nelle opera verdiane Nabucco (dove interpreta Abigaille) ed Ernani e nel Matrimonio segreto di Cimarosa, cantato assieme alla sorella Marietta. Le stagioni successive (aprile 1846 - maggio 1848) è a Napoli al Teatro San Carlo, dove i maggiori successi sono nella Beatrice di Tenda e nel Bondelmonte di Giovanni Pacini.
Nel 1850 ottenne ancora grandi successi in opere di Verdi al Teatro Comunale Nuovo di Modena, interpretando la Luisa Miller e l’Attila.
Giuseppe Verdi espresse un giudizio molto lusinghiero su di lei e la volle come prima interprete nel ruolo di Gilda nel Rigoletto andata in scena al Teatro La Fenice di Venezia l'11 marzo 1851.
Fu anche la prima Palmira nell'opera Fernando Cortez di Francesco Malipiero sempre presso La Fenice di Venezia nel 1851.
Al termine di questi successi partì per Odessa, dove già si esibiva la sorella Giuseppina e cantò, tra le altre opere, nella Norma, nel Barbiere di Siviglia e nella Lucia di Lammermoor. Dopo un breve rientro in Italia, partì per la sua ultima stagione a Jassy (città ora in Romania), interrotta improvvisamente nell'aprile 1855 per annunciare il ritiro dalle scene e il suo matrimonio con il negoziante Annibale Cambiaggio.